# The Yiddisher Cowboy (film 1909)
The Yiddisher Cowboy è un cortometraggio muto del 1909 diretto da Fred J. Balshofer che ne firma anche la fotografia.
La presenza di migliaia di emigrati ebrei anche negli stati dell'Ovest fa crescere l'interesse nel pubblico americano di immaginarsi a fini umoristici un modello di ebreo totalmente diverso da quello conosciuto nel contesto urbano newyorkese. Qui si tratta semplicemente del sogno di un'avventura nel Far West, ma nel remake del 1911 il protagonista ebreo vi ci andrà realmente, riuscendo trionfalmente a sopravvivere grazie alla propria intraprendenza anche nel nuovo ambiente. Lo stesso tema sarà ripreso nella commedia western Scusi, dov'è il West? (The Frisco Kid) diretta nel 1979 da Robert Aldrich con Gene Wilder.

## Trama
Un venditore ambulante ebreo si addormenta sotto un poster da cowboy e sogna di compiere nel Far West una serie di audaci imprese.

## Produzione
Il film fu prodotto dalla Bison Motion Pictures e dalla New York Motion Picture.

## Distribuzione
Distribuito dalla New York Motion Picture e dall'Empire Film Company, il film uscì nelle sale cinematografiche statunitensi il 13 agosto 1909. Nelle proiezioni, veniva programmato con il sistema dello split reel, accorpato in un'unica bobina con un altro cortometraggio prodotto dalla Bison Motion Pictures e dalla New York Motion Picture, il drammatico Sheltered Under Stars and Stripes.